# Barnásfehér álszajkó
A barnásfehér álszajkó (Pterorhinus sannio) a madarak osztályának verébalakúak (Passeriformes) rendjébe és a Leiothrichidae családjába tartozó faj.

## Rendszerezése
A fajt Robert Swinhoe angol biológus írta le 1867-ben, a Garrulax nembe Garrulax sannio néven. Egyes szervezetek jelenleg is ide sorolják.

## Alfajai
- Pterorhinus sannio albosuperciliaris Godwin-Austen, 1874
- Pterorhinus sannio comis Deignan, 1952
- Pterorhinus sannio oblectans Deignan, 1952
- Pterorhinus sannio sannio Swinhoe, 1867

## Előfordulása
Délkelet-Ázsiában, Kína, Hongkong, India, Laosz, Mianmar, Thaiföld és Vietnám területén honos. Természetes élőhelyei a szubtrópusi vagy trópusi nedves cserjések, valamint legelők, vidéki kertek és városi környezet. Állandó, nem vonuló faj.

## Megjelenése
Testhossza 22–24 centiméter, testtömege 52-83 gramm.

## Életmódja
Puhatestűekkel, rovarokkal, magvakkal és más növényi anyagokkal táplálkozik.

## Természetvédelmi helyzete
Az elterjedési területe rendkívül nagy, egyedszáma pedig stabil. A Természetvédelmi Világszövetség Vörös listáján nem fenyegetett fajként szerepel.